# Ewangeliarz Ottona III

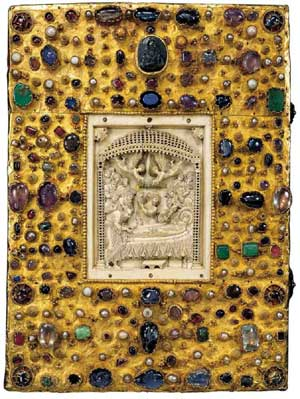
Oprawa księgi

Ewangeliarz Ottona III – iluminowany ewangeliarz wykonany około 1000 roku w klasztorze Reichenau dla króla niemieckiego i cesarza rzymskiego Ottona III. Znajduje się w zbiorach Bayerische Staatsbibliothek w Monachium (sygnatura Clm 4453).
Manuskrypt liczy 276 kart formatu 334×242 mm. Zachował się w oryginalnej oprawie, w której umieszczono wykonany z kości słoniowej bizantyjski relief z przedstawieniem zaśnięcia Bogurodzicy. Tekst ewangelii poprzedzony jest 12 kartami zawierającymi kanony Euzebiusza. Manuskrypt jest bogato ilustrowany, zawiera 29 całostronicowych miniatur ze scenami z Nowego Testamentu, zaś każda ewangelia poprzedzona jest portretem danego ewangelisty i kartą z incipitem. Kanony Euzebiusza i ewangelie rozdzielone są słynną dwustronicową miniaturą, przedstawiającą cesarza odbierającego hołd. Cesarz przedstawiony jest na tronie, z berłem i jabłkiem królewskim, otoczy przez symbolizujących Kościół i państwo duchownych oraz możnowładców. Na sąsiedniej karcie przedstawione są udające się z hołdem cztery alegoryczne postacie kobiecie, symbolizujące cztery krainy: Slavinię, Germanię, Galię i Romę.
Po śmierci Ottona III w 1002 roku księga stała się własnością jego następcy Henryka II, który podarował ją katedrze w Bambergu. Po sekularyzacji dóbr katedralnych w 1803 roku manuskrypt trafił do zbiorów Bayerische Staatsbibliothek.

## Galeria

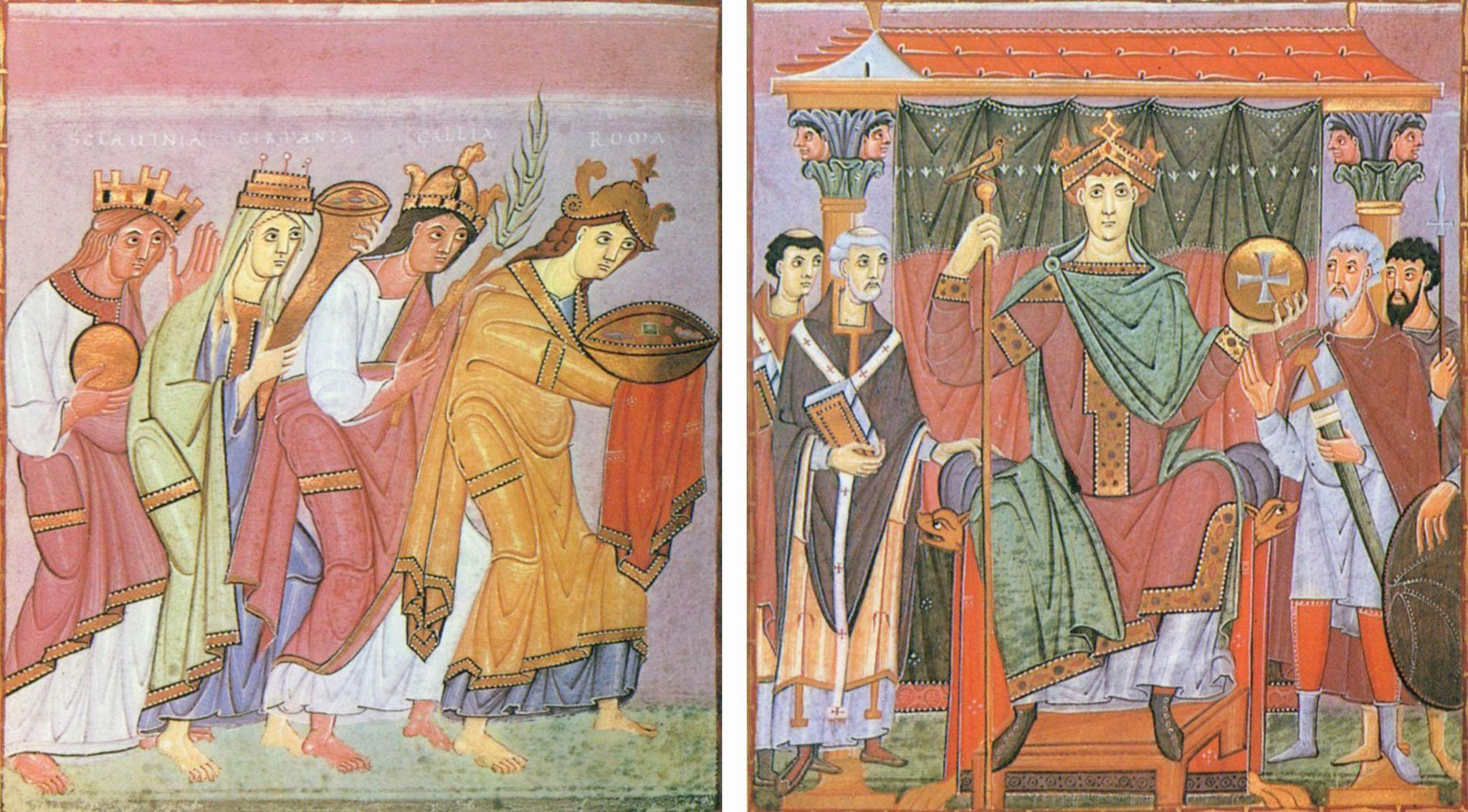
Otton III odbierający hołd
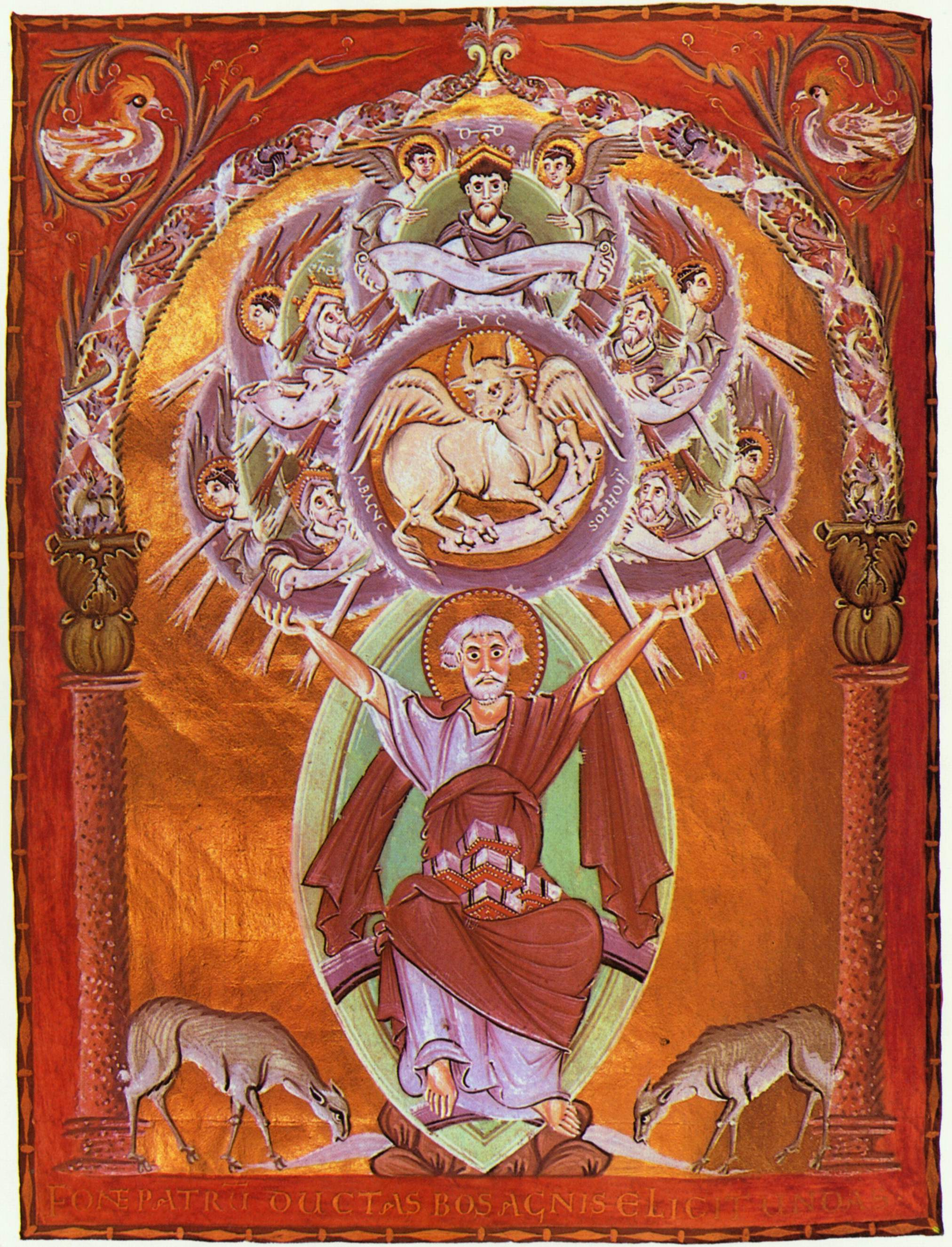
Ewangelista Łukasz
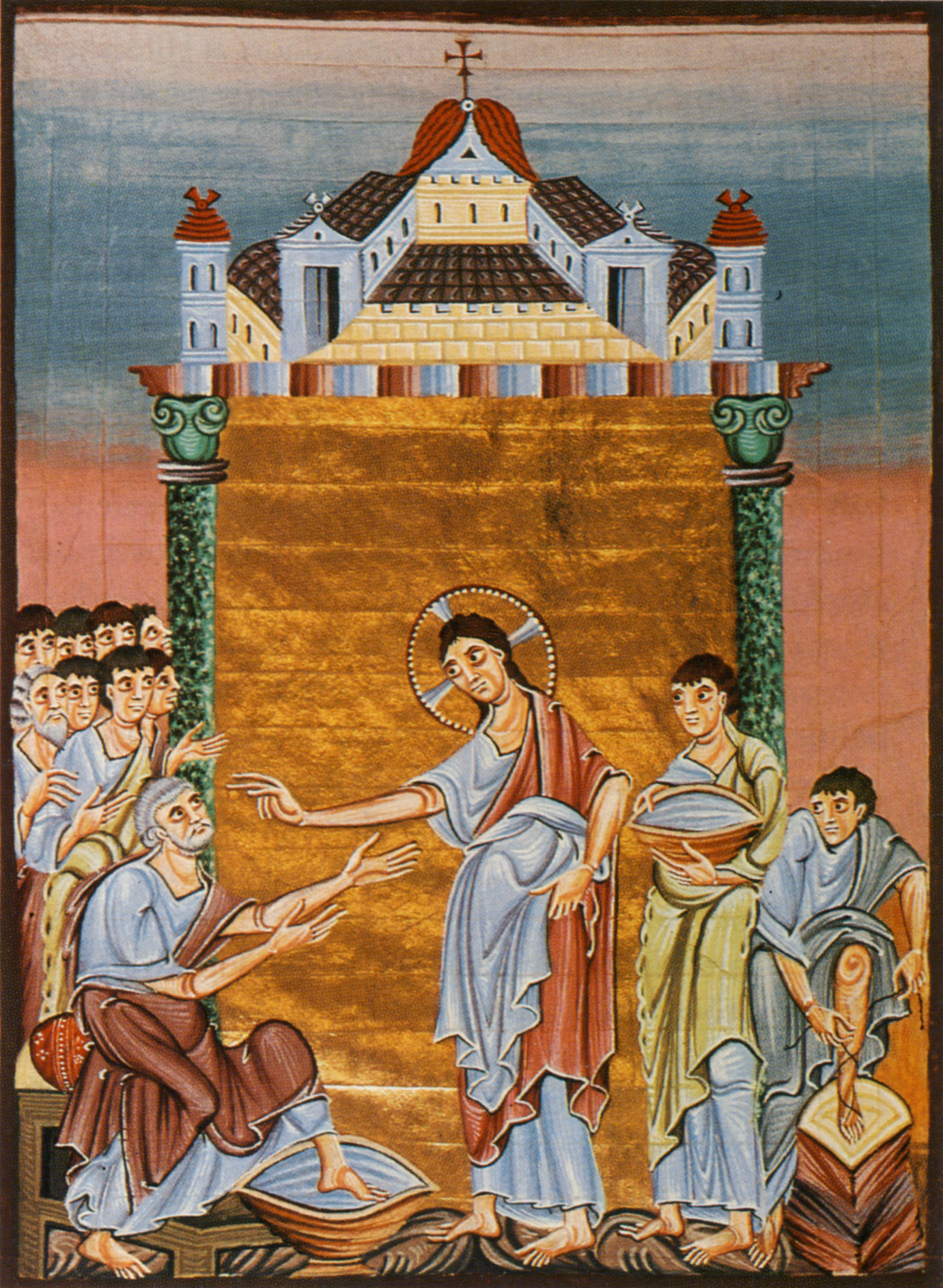
Chrystus obmywający stopy swoim uczniom
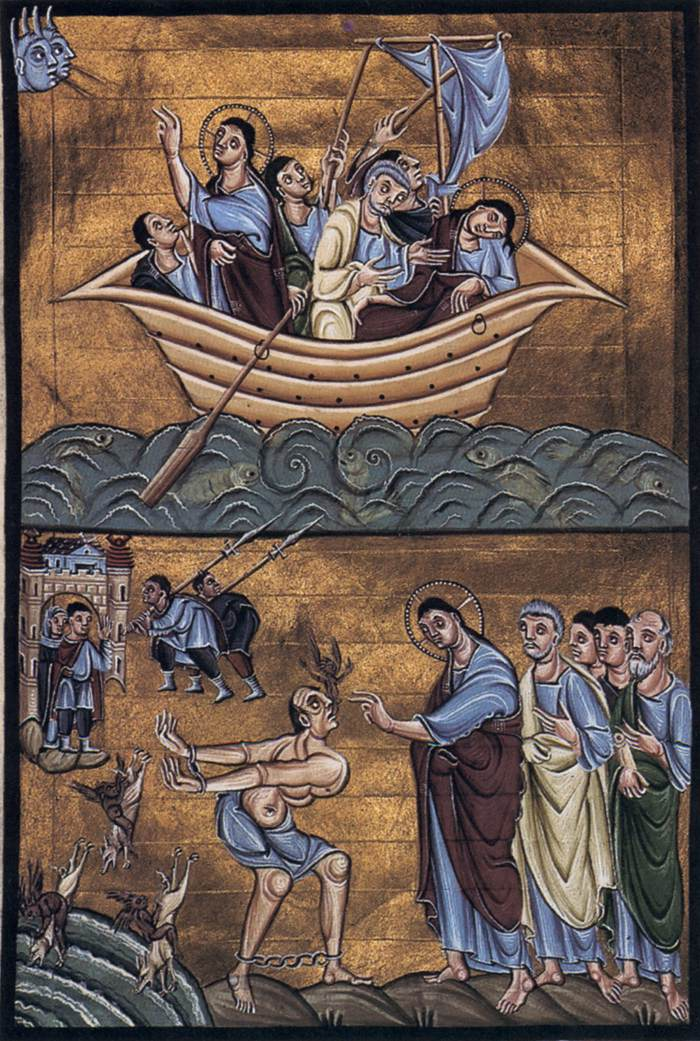
Uciszenie burzy na jeziorze; wypędzenie demonów z opętanego